# A Cacophonous Collection
A Cacophonous Collection es un recopilatorio de la banda alemana de grindcore, Cock and Ball Torture. Contiene canciones de los álbumes: Opus(sy) VI, Cocktales, de los splits Squash Bowels y Grossmember, y otras canciones inéditas.

## Lista de canciones

### Disco 1
| N.º | Título                         | Traducción                               | Duración |  |
| 1.  | «Anal Sex Terror»              | Sexo anal terrorífico                    | 2:02     |  |
| 2.  | «Candy Teen Pussy Pleasures»   | Dulce placer de coños                    | 1:25     |  |
| 3.  | «Feakal Fatal»                 |                                          | 2:10     |  |
| 4.  | «Anna'n'ass»                   | Anna y el culo                           | 1:30     |  |
| 5.  | «Fat Sex Mama»                 |                                          | 2:23     |  |
| 6.  | «Spunky Monkey»                | Mono guaperas                            | 2:21     |  |
| 7.  | «King Anus III»                | Rey Ano III                              | 1:28     |  |
| 8.  | «Big Tit Slappers»             | Gran teta azotada                        | 2:01     |  |
| 9.  | «Lesbian Duo Dildo Fuck»       | Dúo de lesbianas follando con consolador | 2:01     |  |
| 10. | «Spank Me - Fuck Me - Fill Me» | Azótame - Fóllame - Grábame              | 2:49     |  |
| 11. | «Rosetta Twist»                |                                          | 1:39     |  |
| 12. | «Panda Penis»                  | El pene del panda                        | 1:56     |  |
| 13. | «Koala Cunt»                   | El coño del koala                        | 2:19     |  |
| 14. | «Bi-Bee»                       |                                          | 1:31     |  |
| 15. | «Anal Lilly Pissing Chick»     | Jovencita Lilly meando anal              | 0:47     |  |
| 16. | «Fist Fuck Family»             |                                          | 2:22     |  |
| 17. | «Torture'liny Ball'o'nese»     |                                          | 2:00     |  |
| 18. | «Important Impotence»          | Impotencia importante                    | 2:11     |  |
| 19. | «Juicy Lucy»                   | Jugosa Lucy                              | 2:08     |  |
| 20. | «Vuivurine Cooze Blues»        |                                          | 1:48     |  |
| 21. | «Whorrorbitch»                 |                                          | 2:52     |  |

### Disco 2
| N.º | Título                               | Traducción                                | Duración |  |
| 1.  | «The Taste of Animal Sperm»          | El sabor de esperma animal                | 1:27     |  |
| 2.  | «After Master»                       |                                           | 1:01     |  |
| 3.  | «Fresh Ejaculata»                    |                                           | 1:34     |  |
| 4.  | «Scrotum Blast»                      |                                           | 2:14     |  |
| 5.  | «Horny Hosier»                       |                                           | 1:22     |  |
| 6.  | «The Cock and Ball Torture»          | La tortura de polla y huevos              | 0:56     |  |
| 7.  | «Cuntkiller»                         | Coño mortal                               | 0:13     |  |
| 8.  | «Sperm-Orgy»                         | Esperma-Orgía                             | 0:54     |  |
| 9.  | «She Sucks as Hard as She Can»       |                                           | 1:38     |  |
| 10. | «Hymen»                              | Himen                                     | 0:38     |  |
| 11. | «Phrenetic Pussy Slasher»            |                                           | 1:32     |  |
| 12. | «Frenzy Lesbians»                    | Frenesí de lesvianas                      | 1:04     |  |
| 13. | «Pussy Commando»                     | Comando vagina                            | 2:10     |  |
| 14. | «Drowned in Sperm»                   | Ahogada en esperma                        | 2:04     |  |
| 15. | «Randy Rectum Fistfuck»              |                                           | 1:06     |  |
| 16. | «Colonel Cunt»                       | Coronel Coño                              | 0:50     |  |
| 17. | «Funny Butt Injector»                |                                           | 2:03     |  |
| 18. | «Exhymed (Hymen Part III)»           |                                           | 0:43     |  |
| 19. | «Anal Intruder 2000»                 | Anal intruder 2000 (modelo de consolador) | 1:09     |  |
| 20. | «Dildo Debacle»                      | Consolador desastre                       | 0:57     |  |
| 21. | «Shaven Smooth Snatch»               | Depilado suave del coño                   | 1:20     |  |
| 22. | «Diarrhea Derby»                     |                                           | 1:19     |  |
| 23. | «Clit-Doris»                         |                                           | 1:23     |  |
| 24. | «Twat Crack Terror»                  |                                           | 1:56     |  |
| 25. | «12 Inch Vibro Pleasures»            | 12 pulgadas de placer                     | 1:44     |  |
| 26. | «Filthy Phone Fuck Sluts»            |                                           | 1:26     |  |
| 27. | «Clit-Blast Massacre»                | Masacre explosión-clítoris                | 1:23     |  |
| 28. | «C.T.B - Cunt and Tit Berserker»     |                                           | 1:20     |  |
| 29. | «B.T.C - The Bitch and the Cannibal» | B.T.C - La puta y el caníbal              | 0:33     |  |
| 30. | «T.B.C - The Dogy Clit»              |                                           | 2:12     |  |
| 31. | «T.C.B - The Cunt Beast»             | T.C.B - El coño bestia                    | 0:55     |  |
| 32. | «B.C.T - Bone Crushing Titfuck»      |                                           | 1:34     |  |
| 33. | «60 Sec. Spunk»                      | 60 Seg. Agallas                           | 1:00     |  |

- Datos: Q5654079